# Nilodorum fractilobus
Nilodorum fractilobus är en tvåvingeart som först beskrevs av Jean-Jacques Kieffer 1923.  Nilodorum fractilobus ingår i släktet Nilodorum och familjen fjädermyggor. Inga underarter finns listade i Catalogue of Life.